# Astragalus mokiacensis
Astragalus mokiacensis är en ärtväxtart som beskrevs av Asa Gray. Astragalus mokiacensis ingår i släktet vedlar, och familjen ärtväxter. Inga underarter finns listade i Catalogue of Life.